# Kostolná pri Dunaji
Kostolná pri Dunaji (historicky slov. Hasvár i Hašvár, maď. Egyházfa, něm. Gaswar nebo Haswar) je obec na Slovensku v okrese Senec. Žije zde 901 obyvatel. Obec byla založena roku 1332.
V obci se nachází románský římskokatolický kostel Růžencové Panny Marie z 13. století.

## Poloha
Obec leží na Podunajské rovině na vyvýšenině mezi řekami Malý Dunaj a Čierná Voda v nadmořské výšce 128 metrů. Sousedí s obcí Králová pri Senci, která je vzdálena necelý kilometr, podobně jako další sousední obec Hrubý Šúr. Od centra okresního města Senec ji dělí asi 5 km, ale na začátek města, na tzv. Dolní majer jsou to necelé 3 km. Součástí obce je lokalita Malý Šúr.

## Příroda

### Podnebí
Obec patří do teplého a suchého pásma. Průměrná roční teplota je 9,7 °C, průměrný roční úhrn srážek 503 mm. Převládají západní větry, případně (zejména v zimě) jihovýchodní, vzácné jsou severovýchodní větry. Lokální bouře i frontální srážky obec často obcházejí, případně dosahují nižších úhrnů v porovnání s Bratislavou, srážky jsou nerovnoměrně rozloženy během roku. Sněhová pokrývka se objevuje méně než 40 dní v roce (v zimě 2006–2007 jen 3 dny).

### Půdní poměry
V okolí obce se nacházejí černozemě a fluvisoly. Jsou symbolem a zárukou dostatečných úrod, protože patří k nejúrodnějším půdám na Slovensku. Černozemě mají dobré fyzikální i chemické vlastnosti pro zemědělské využití, jsou však náchylné k suchu. Fluvisoly mají kromě dobrých fyzikálně-chemických parametrů také příznivé vlhkostní poměry, neboť jsou zvlhčovány podzemními vodami. Nacházejí se blíže k vodním tokům (Čierná Voda a Malý Dunaj).

### Rostlinstvo
Převládající zemědělská země (tzv. kulturní step) se odráží na rostlinstvu a zvířeně. Na orné půdě se pěstují hlavně obiloviny (pšenice a ječmen) a kukuřice, případně cukrová řepa, slunečnice a řepka olejná. Brambory se pěstují v menší míře. Velkou část území obce však zabírá Maholanský les. Jde o jasanovo-jilmovo-dubový les (tzv. tvrdý luh – typ lužního lesa zaplavovaný jen při velkých povodních). Severní část lesa je původní, bez větších zásahů člověka. Kromě křovin (převládá jasan) se zde vyskytují i byliny. 

## Historie
Nejstarší písemná zmínka pochází z roku 1332, přestože se v obci nachází kostel sv. Panny Marie ze 13. století. Místní církevní sbor se přidal k reformaci v roce 1643, ale již v roce 1674 byl rekatolizován. Vesnice spadala pod pálfyovské panství a vyvíjela se jako poddanská obec. Dlouho ji tvořily dvě osady – severnější Hasvár (Egyházfa) a jižnější Malý Šúr (Pénteksur). V Hasváru (název je odvozený od německého názvu Gaswar) se nacházel i kostel, zatímco v Malém Šúri se nacházel jen sloup sv. Trojice. V roce 1910 měl Hasvár 316, Malý Šúr 161 obyvatel převážně maďarské národnosti. Po 1. světové válce se obě obce staly součástí Československa. V roce 1938 se staly součástí horthyovského Maďarska. Jelikož vesnice ležely v těsné blízkosti, byly v roce 1943 sloučeny pod společným názvem Egyházfa. Po roce 1945 se používal název Hasvár, ale tento název pojmenovával jen část obce a navíc je německého původu, proto se od roku 1948 používá nový název Kostolná u Dunaje. Malý Šúr se stavebně nespojil s Kostelnou (Hasvárem) a odděluje jej úzký pás pole.